# Kurt Hombach
Kurt Hombach (* 28. November 1943; † 12. Januar 2011) war ein deutscher Boxer. Er war im Weltergewicht deutscher Meister der Berufsboxer.

## Leben
Hombachs Laufbahn als Berufsboxer dauerte von September 1969 bis April 1976. Mitte November 1972 gewann er durch einen Sieg über Klaus Steinmetz die deutsche Meisterschaft im Weltergewicht. Im April 1973 bezwang der Offenbacher als amtierender Meister den Herausforderer Karl Furcht. Nach einem Sieg im Mai 1973 folgte eine monatelange Kampfpause, danach bestritt er noch neun Kämpfe, von denen er acht verlor sowie einen unentschieden gestaltete. Im Laufe seiner Karriere boxte er nicht nur auf Kampfveranstaltungen in Deutschland, sondern auch in Belgien, Dänemark, Frankreich, Italien, Österreich und der Schweiz.
Sein Zwillingsbruder Randolph war ebenfalls deutscher Boxmeister. Beide wurden von Walter Fischer als Trainer betreut.